# Давіде Баллардіні
Давіде Баллардіні (італ. Davide Ballardini, нар. 6 січня 1964, Равенна) — італійський футбольний тренер.

## Кар'єра
Давіде Баллардіні провів 7 років у клубі «Чезена», виступаючи у першій команді під керівництвом Освальдо Баньйоля і в молодіжній під проводом Арріго Саккі. Цих двох тренерів згодом Баллардіні назвав своїми наставниками. А сам Давіде оцінювався фахівцями, як людина футбольного менталітету і стилю гри, близького до футболу Саккі.
Тренерську кар'єру Давіде почав у клубах «Чезена» і «Равенна», де він тренував молодь. Потім працював у молодіжному (до 19 років) складі «Мілана» та «Парми», з якою виграв чемпіонат Італії до 18 років і дійшов до півфіналу чемпіонату країни до 20 років. 
1 вересня 2004 року Баллардіні став головним тренером клубу Серії С1 «Самбенедеттезе», з яким зайняв 4 місце в чемпіонаті і брав участь в матчах плей-оф на вихід в Серію В з «Наполі», де, однак, програв. Перед третім туром сезону 2005/06 Давіде був призначений головним тренером «Кальярі», але вже 11 листопада, після 9 туру був звільнений, не вигравши за цей період з клубом жодної гри. Його замінив Недо Сонетті.

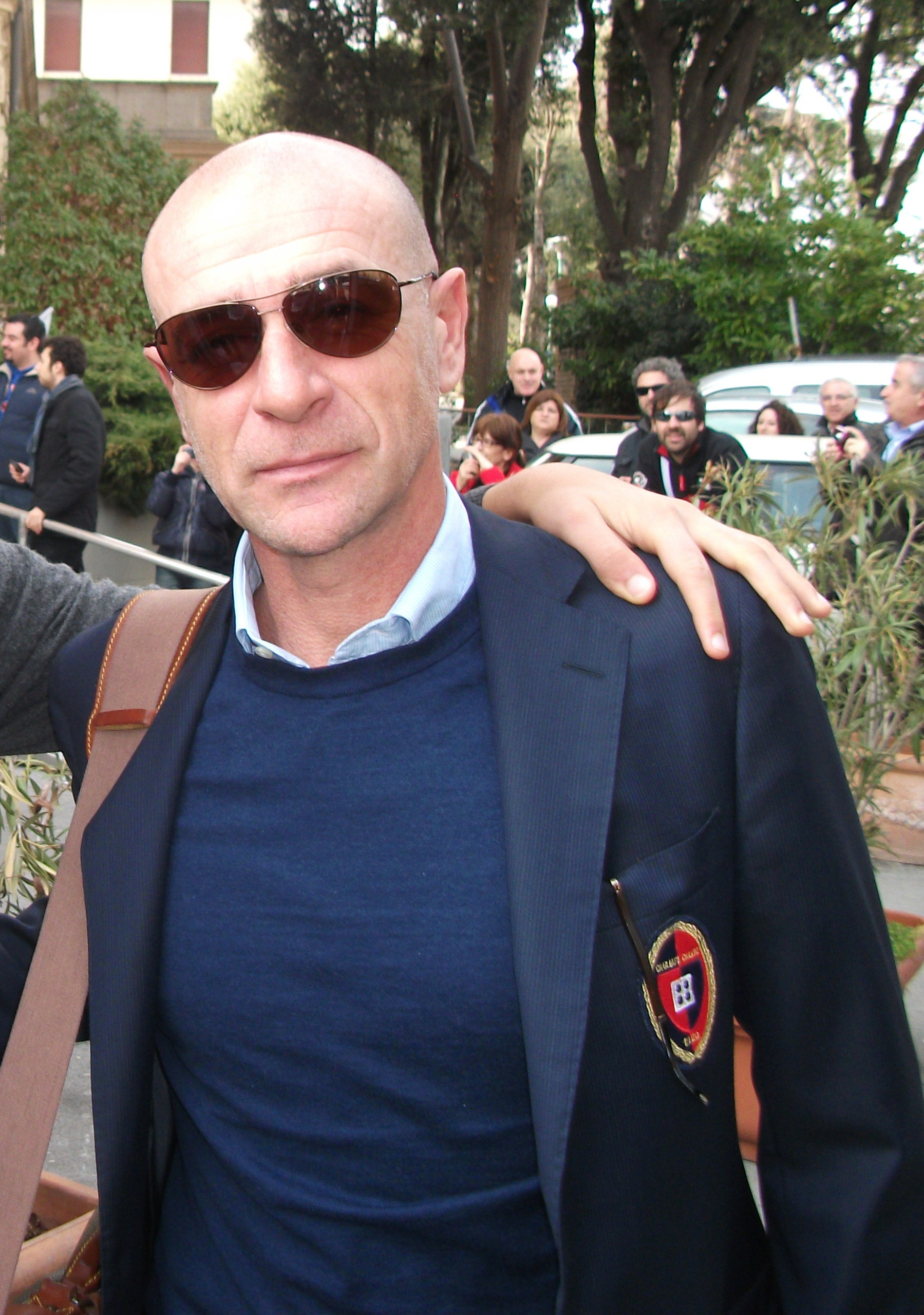
Давіде Баллардіні під час роботи з «Кальярі». 4 березня 2012 року.

1 липня 2006 року Баллардіні став головним тренером «Пескари», але пропрацював лише до жовтня, після чого був звільнений. Причиною звільнення тренера стали невдалі результати команди, з 6 ігор програла три і три звела внічию. 
27 грудня 2007 року Давіде очолив «Кальярі», замінивши Сонетті, який за два роки до цього змінив його на посаді тренера цього клубу. Під керівництвом Баллардіні клуб значно покращив свої турнірні результати, набравши 32 очки за 21 тиждень управління ним командою і врятував клуб від вильоту в другий дивізіон. Незважаючи на вдалі результати, Баллардіні не зміг домовитися про продовження контракту з президентом «Кальярі», Массімо Челліно, і 28 травня залишився без команди.
4 вересня 2008 року Давіде змінив Стефано Колантуоно на посту головного тренера клубу «Палермо», підписавши однорічний контракт. У першій же грі команда Баллардіні перемогла 3:1 «Рому» з рахунком 2:1, а 5 жовтня був переможений «Ювентус»; результат матчу з «Юве», досягнутий на чужому полі, став першою перемогою «Палермо» над «Ювентусом» у Турині за 47 років. 7 жовтня Мауріціо Дзампаріні оголосив, що контракт клубу з Баллардіні подовжується на 2 роки. У травні 2009 році почали ходити чутки про можливості Давіде покинути клуб після закінчення року. 30 травня Баллардіні оголосив, що тренер та президент клубу не досягли взаєморозуміння. Пізніше Дзампаріні сказав, що Баллардіні вважав себе вільним від кожного договірного зобов'язання з Мауріціо. Вже 5 червня у «Палермо» з'явився новий головний тренер — Вальтер Дзенга. Незважаючи на звільнення, Давіде ще протягом двох років отримував заробітну плату в клубі, згідно з чинним контрактом.
15 червня 2009 року Баллардіні був призначений головним тренером «Лаціо», підписавши контракт на 2 сезони із заробітною платою в 750 тис. євро на рік. У дебютному матчі сезону, 8 серпня проти «Інтернаціонале», Баллардіні виграв свій перший трофей у кар'єрі — Суперкубок Італії. У першій половині сезону «лаціале» набрали лише 13 очок в 15 матчах і вилетіли з розіграшу Ліги Європи, що викликало обурення у тіффозі клубу. 10 лютого 2010 року, після серії з 3 поразок, Давіде був звільнений, уступивши місце наставника команди Едоардо Реї. Наставник залишив клуб на 3 місці з кінця в серії А.
8 листопада 2010 року Баллардіні став головним тренером клубу «Дженоа», замінивши на цьому посту Джанп'єро Гасперіні. 10 листопада у своєму першому матчі з Давіде на чолі «Дженоа» здобув перемогу над «Болоньєю». 26 травня 2011 року наставник був звільнений зі свого поста, його посаду обійняв Альберто Малезані.
9 листопада 2011 року Баллардіні очолив клуб «Кальярі». Змінив на цьому посту Массімо Фіккаденті. 11 березня 2012 року був звільнений з поста тренера «Кальярі» за низькі результати команди (17-е місце після 27-го туру чемпіонату Італії 2011/12). Наступником Баллардіні став той таки Массімо Фиккаденті.
21 січня 2013 року призначений головним тренером клубу «Дженоа».
8 січня 2014 року призначений головним тренером «Болоньї». Контракт підписаний до 30 червня 2014 року. Змінив на цьому посту Стефано Піолі.
10 листопада 2015 року призначений головним тренером «Палермо». Контракт підписаний до 30 червня 2016 року. Змінив на цьому посту Джузеппе Якіні. 11 січня 2016 року був звільнений після призначення на його місце аргентинця Гільєрмо Барроса Скелотто. Під керівництвом Баллардіні «Палермо» провело 7 турів у італійській Серії А 2015/16 (2 перемоги, 1 нічия, 4 поразки) і займало 16-е місце після 19-го туру. 21 січня 2016 року «Палермо» офіційно розірвав контракт з Баллардіні. Проте вже 11 квітня 2016 року Баллардіні було повернуто на своє колишнє місце роботи. Цього разу пропрацював з командою до серпня 2016, був звільнений після двох перших турів чемпіонату сезону 2016/17.
6 листопада 2017 року повернувся до тренерської роботи, утретє в своїй кар'єрі був призначений головним тренером «Дженоа». Під його керівництвом команда завершила сезон 2017/18 на 12-му місці національного чемпіонату і розпочала наступний, здобувши чотири перемоги у стартових семи матчах. Попри це після домашньої поразки 1:3 від «Парми» тренера було звільнено.
Наприкінці 2020 року знову повернувся на тренерський місток «Дженоа». Під його керівництвом генуезці фінішували на 11-му місці Серії A сезону 2020/21. Невдовзі після початку наступного сезону, восени 2021 року, тренера було знову звільнено.

## Особисте життя
У Баллардіні є три сини, всі з яких стали професійними футболістами — Лео Натале (1990 р.н.), Еліа (1991 р.н.) і Ерік (1995 р.н.).

## Досягнення
- Володар Суперкубка Італії: 2009